# Межелискы
Межелискы — украинский общезоологический заказник местного значения в Чортковском районе Тернопольской области. Расположен неподалёку от села Зубрец, под управлением Бучачского лесного хозяйства в пределах урочища Межелискы.
Занимается охраной таких видов животных как: заяц-русак, обыкновенная белка, европейская косуля, кабан, барсук и другие.

## История

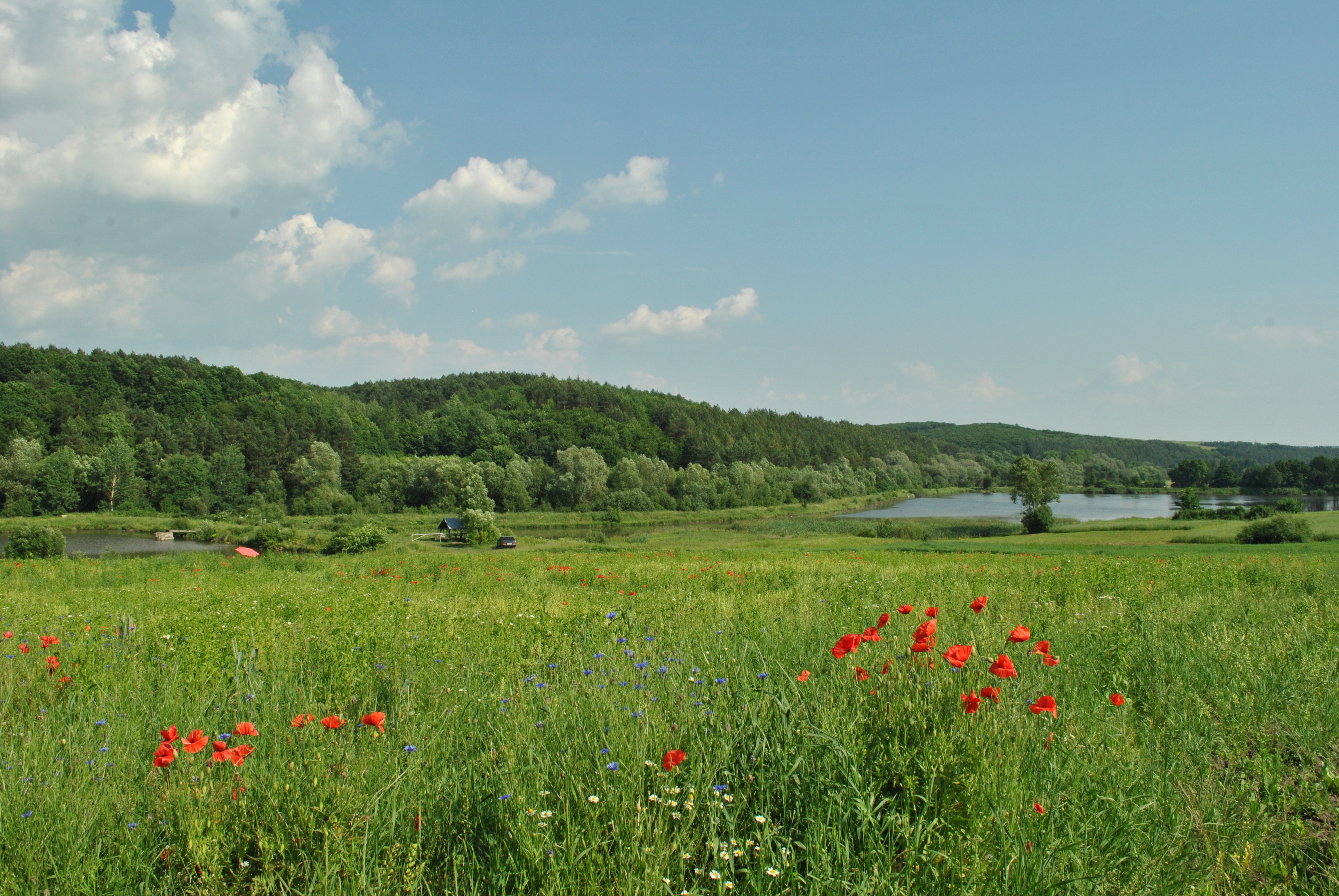
Вид на Межелискы со стороны хуторов

Заказник создан 30 июня 1986 года по решению Тернопольского областного совета. 22 июля 1998 охотничьи угодья предоставлены для пользования Украинскому товариществу охоты и рыбалки (УТОР) как постоянно действующая участок по охране, сохранению и воспроизводству охотничьей фауны.